# Hopi

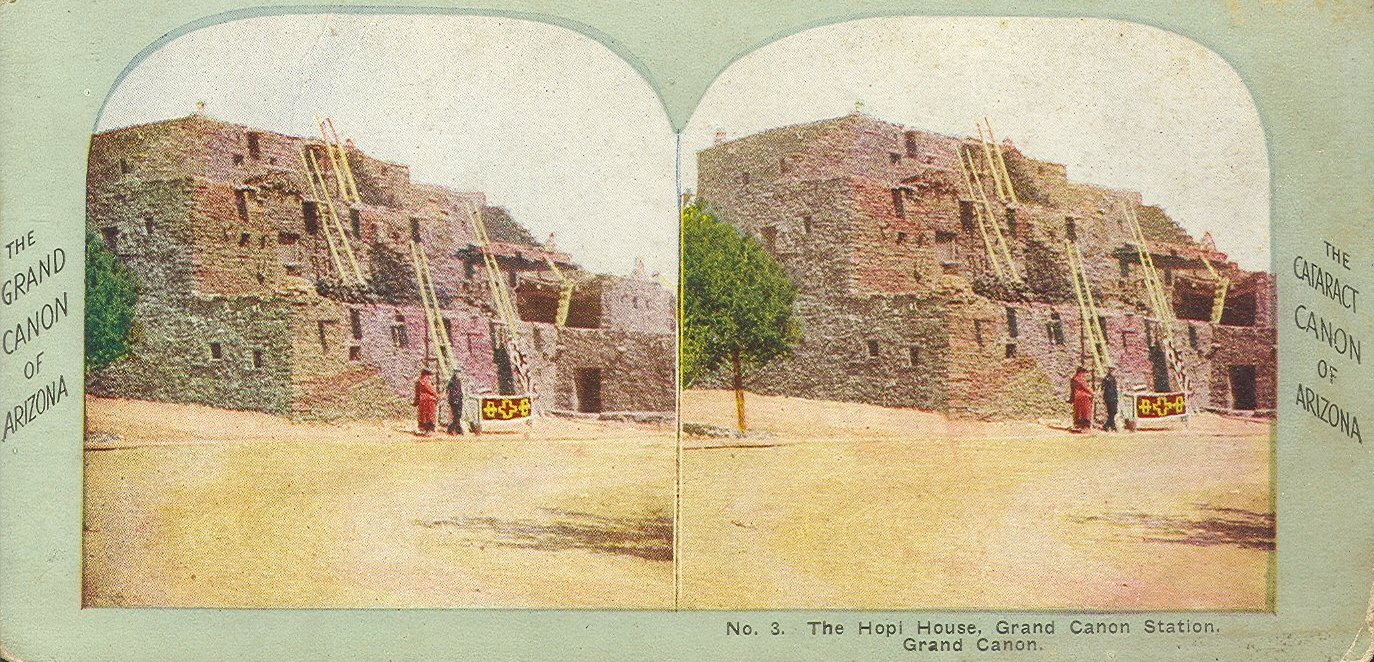
Domy Hopi koło Grand Canyon, 1900.

Hopi – Indianie Ameryki Północnej z grupy Pueblo, obecnie zamieszkujący północno-wschodnią Arizonę, głównie w sześciu pueblach znajdujących się w rezerwacie.
W czasach, kiedy dotarł tam Francisco Vàsquez de Coronado, zamieszkiwali obszary dzisiejszych stanów Arizona i pn. Nowy Meksyk. Prowadzili osiadły tryb życia, uprawiali fasolę, bawełnę i kukurydzę, wytwarzali ceramikę. Hiszpanie pisali w swych raportach, że chodzą odziani w „bawełniane ręczniki”. Zamieszkiwali piętrowe domy z suszonej na słońcu gliny (adobe) w osiedlach na szczytach niskich gór stołowych. Ich życie religijne koncentrowało się w kivach wokół wiary w duchy Kaczynów. Udomowili osła i polowali na króliki przy pomocy rodzaju bumerangu.
Wśród wielu tańców Indian Hopi najbardziej znanym był Taniec Węża podczas Święta Węża, kiedy to tancerze trzymali w zębach żywe węże. Taniec Węża (dzisiaj wyłącznie atrakcja turystyczna) stanowił fragment modlitw błagalnych o deszcz odprawianych co dwa lata w dniu 20 sierpnia.

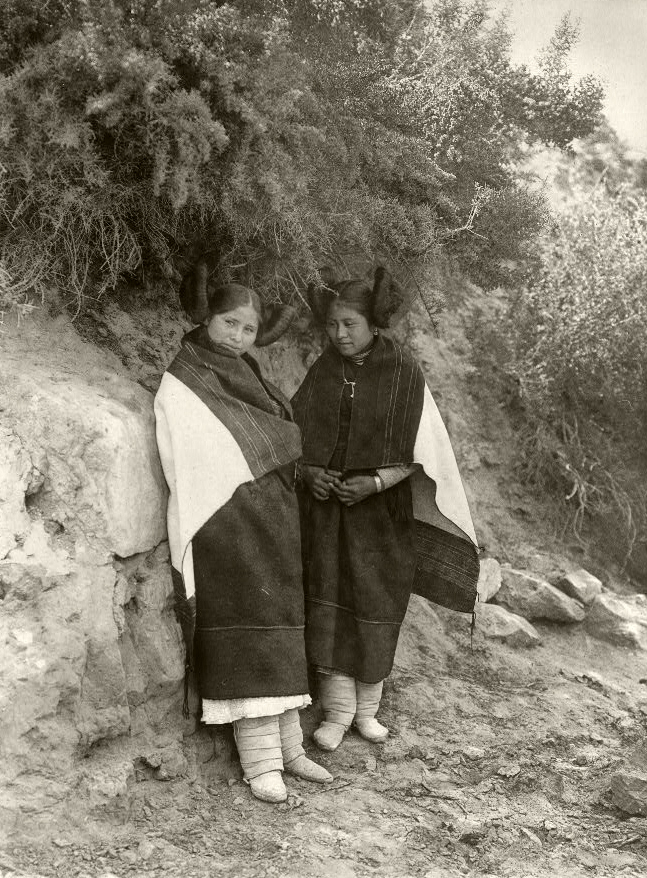
Kobiety Hopi (1922 r.)

Mężczyźni Hopi nosili zazwyczaj przepaski biodrowe, przepaski na włosach i mokasyny. Znacznie później zaczęli nosić bawełniane koszule zwane calico. Ubiór kobiecy był znacznie bardziej skomplikowany. Składał się z farbowanej na niebiesko bawełnianej tuniki przepasanej wyszywanym paciorkami pasem, szalu z bawełny calico oraz okazałych legginsów i mokasynów. Kobiety, zwłaszcza młode, charakteryzowały też wykwintne fryzury. Niektórzy mężczyźni z tego plemienia ubierali się w kobiece stroje i wykonywali kobiece prace, stąd podejrzenia białych przybyszów o powszechny u Hopich transwestytyzm.
Zbrodni takich jak morderstwo lub kradzież Hopi praktycznie nie znali. Jedną z najwyższych kar nakładano na winnych krzywoprzysięstwa.
Ich puebla w większości leżą dzisiaj w ruinie. W wiosce Oraibi dendrochronolodzy znaleźli fragmenty belkowań sufitu z około roku 1370. Uważa się, że Hopi zrobili znacznie większy krok ku cywilizacji niż jakiekolwiek plemię z rodziny Szoszonów. Z garncarstwa uczynili prawdziwą sztukę.
Odłamem Indian Hopi jest klan Hopi-Tewa liczący nie więcej niż 700 osób – potomkowie kilku grup uciekinierów po powstaniu plemienia Pueblo około roku 1700, którzy osiedlili się w wioskach Tewa (inna nazwa Hano) i Polacca, obecnie znajdujących się w rezerwacie Hopi w Arizonie. Mówią językiem z tanoańskiej rodziny językowej i mają odmienne od Hopi obyczaje.
Według danych U.S. Census Bureau, podczas spisu powszechnego w 2000 roku 11 111 obywateli USA zadeklarowało, że jest pochodzenia Hopi, zaś 15 275 oświadczyło, że ma pochodzenie wyłącznie lub między innymi Hopi.